# Adam Falkenstein
Pour les articles homonymes, voir Falkenstein.
Adam Falkenstein, né le 17 septembre 1906 à Planegg et mort le 15 octobre 1966 à Heidelberg, est un épigraphiste et assyriologue allemand, spécialiste de la langue sumérienne.

## Biographie

### Les textes sumériens archaïques
Adam Falkenstein est un Bavarois, né le 17 septembre 1906 à Planegg. Il fait ses études au lycée de bénédictins de l'abbaye de Scheyern, où il est initié à l'Orient ancien par Simon Landersdorfer, assyriologue et futur évêque de Passau. Il soutient sa thèse sur le sumérien à l'université de Leipzig.
Il traduit des textes littéraires néo-babyloniens de Warka conservés dans les musées berlinois. Ces deux publications des Literarische Keilschrifttexte aus Uruk  et des Haupttypen der sumerischen Beschwörungen, qui restent longtemps un ouvrage de base sur les incantations sumériennes, l'intègrent à la communauté scientifique.
En 1936, avec les Archaische Texte aus Uruk, il publie les premiers textes archaïques sumériens alors connus. Il établit une chronologie des textes sumériens fondés sur une chronologie de l'écriture, selon des critères qu'il établit, mais dont on s'aperçoit plus tard qu'ils créent des confusions. Il considère que l'écriture sumérienne est à ses débuts une logographie, ce qui est débattu.

### Universitaire reconnu
Il participe, en tant que philologue, à huit campagnes de la mission archéologique allemande à Warka, avant et après la Seconde Guerre mondiale, dans les années 1930 et 1950. Il est aussi arabisant.
Il est professeur dans les universités de Munich (1933), Berlin (1937) et Göttingen (1940). En 1943, il est enrôlé dans l'armée et envoyé à l'ambassade allemande d'Ankara. À son retour en Allemagne, il est arrêté et emprisonné jusqu'en 1946.
Il retrouve en 1947 son poste à Göttingen puis est nommé à Heidelberg  en 1949. Il y fait le reste de sa carrière et y fait rayonner l'assyriologie. Il devient membre de nombreuses sociétés savantes allemandes,.
C'est un spécialiste de premier plan du sumérien, dont il étudie la grammaire, le vocabulaire et la littérature. Il étudie en particulier l'histoire de la langue sumérienne, établissant un cadre chronologique et cherchant à déceler les influences akkadiennes.

## Publications(de)
- Literarische Keilschrifttexte aus Uruk, Berlin, Zu Beziehen Durch die vorderasiatische Abteilung der Staatlinchen Museen, 1931, 28 p. (lire en ligne).
- Haupttypen der sumerischen Beschwörungen, Leipzig, J.-C. Hinrichs, coll. « Leipziger semitische Studien / Neue Folge » (no 1-2), 1931.
- Archaische Texte aus Uruk, Berlin-Lepizig, 1936, 216 p. (présentation en ligne, lire en ligne).
- Topographie von Uruk, 1, Uruk zur Selenkidenzeit, Leipzig, O. Harrassowitz, 1941, 58 p. (lire en ligne).
- Grammatik der Sprache Gudeas von Lagaš, Roma, Pontificium Institutum biblicum, 1949-1950 (lire en ligne).
- Das Sumerische, Leiden, Brill, 1959.